# 71 av. J.-C.
Cette page concerne l'année 71 av. J.-C. du calendrier julien proleptique.

## Événements
- 5 octobre 72 av. J.-C. (1er janvier 683 du calendrier romain) : début à Rome du consulat de Publius Cornelius Lentulus Sura et Gnaeus Aufidius Orestes[1].

- Hiver 72-71 av. J.-C., troisième guerre de Mithridate : Lucullus marche avec ses principales forces à travers les vallées de l'Iris et du Lycos dans le centre du royaume du Pont. Mithridate VI rassemble une nouvelle armée de 40 000 fantassins et 4 000 cavaliers près de Cabira[2].

- Mars : le général romain Marcus Licinius Crassus défait et tue Spartacus à Petelia, près du Silare en Lucanie. Seuls quelques débris de l’armée de Spartacus errent encore en Italie et tentent pour s’échapper de gagner les Alpes, où ils sont exterminés par Pompée de retour d’Espagne. Environ 6 000 esclaves rebelles sont crucifiés le long de la voie Appienne, de Rome à Capoue[3].
- Été : 
  - Pompée et Crassus, chefs militaires anciens partisans de Sylla, se trouvent face à face en Italie. Ils signent un traité d’alliance avec l’opposition démocrate contre l’oligarchie sénatoriale, aux conditions suivantes : les deux généraux recevront le consulat, mais s’engagent à abolir l’œuvre de Sylla[4].
  - Guerre de Mithridate : Lucullus prend position sur une hauteur face à Cabira. La cavalerie pontique, qui attaque ses convois de ravitaillements venus de Cappadoce, est repoussée avec de lourdes pertes. Mithridate renonce à un engagement général, décide de se retirer en Arménie Mineure, où il espère obtenir le soutien de son allié Tigrane II d'Arménie. Sa tentative de retraite tourne au désastre, et Lucullus en profite pour détruire le gros de ses forces ; Mithridate réussit à s’échapper de justesse en Arménie[2].

- 29 décembre : deuxième triomphe de Pompée pour sa victoire sur Perperna[5].

- Tigrane II d'Arménie avance jusqu’à Ptolémaïs avec une puissante armée, assiège et prend la ville tenue par la princesse séleucide Cléopâtre V Séléné, qui est faite prisonnière[6].
- 71/70 av. J.-C. : Phraatès III succède à son père Sanatrocès comme roi des Parthes (fin de règne en 58/57 av. J.-C.)[6]. Le royaume Parthe s’effondre et voit son territoire très réduit par Tigrane II, roi d'Arménie.

## Décès
- Mars : Spartacus, esclave et gladiateur d'origine thrace.
- Marcus Antonius Creticus, général romain, après avoir signé une paix honteuse avec les Crétois.